# Renata Zalewska
Renata Maria Zalewska – polska okulistka, doktor habilitowany medycyny.

## Życiorys
Dyplom lekarski zdobyła na Akademii Medycznej w Białymstoku (od 2008 roku Uniwersytet Medyczny) i na tej uczelni pracuje do dziś.
Habilitowała się w 2009 roku na podstawie oceny dorobku naukowego i pracy pod tytułem "Wpływ efektywnej trabekulektomii na przepływ krwi w naczyniach pozagałkowych u chorych na jaskrę". Jest adiunktem w Klinice Okulistyki Uniwersytetu Medycznego w Białymstoku. Należy do Polskiego Towarzystwa Okulistycznego.
Swoje prace publikowała w czasopismach krajowych i zagranicznych, m.in. w Klinice Ocznej i Okulistyce. Zainteresowania kliniczne i badawcze R. Zalewskiej dotyczą m.in. jaskry.